# ذو الفقار علي الديوبندي
ذو الفقار علي الديوبندي (ت. 1322 هـ / 1904 م) هو عالم ديوبندي، من أهل الهند.
هو ذو الفقار علي بن فتح علي الحنفي الديوبندي. ولد في بلدة ديوبند. أخذ عن مولانا مملوك النانوتي، والمفتي صدر الدين الدهلوي. ابنه هو محمود حسن الديوبندي.
من آثاره: «شرح ديوان الحماسة» ، «شرح ديوان المتنبي» ، «شرح السبع المعلقات» ، كتاب «في البلاغة»، وشرح لقصيدة البردة بعنوان: «عطر الوردة في شرح البردة».